# Socket AM3
Le socket AM3 est un socket successeur du socket AM2+ d'AMD sorti le 9 février 2009. La principale nouveauté est le support de la DDR3, l'association aux processeurs Phenom II gravés en 45 nm et aux futurs processeurs connus sous les noms de code Shanghai et Montreal. Ce socket est sorti en février 2009 en même temps que les premiers processeurs Phenom II.

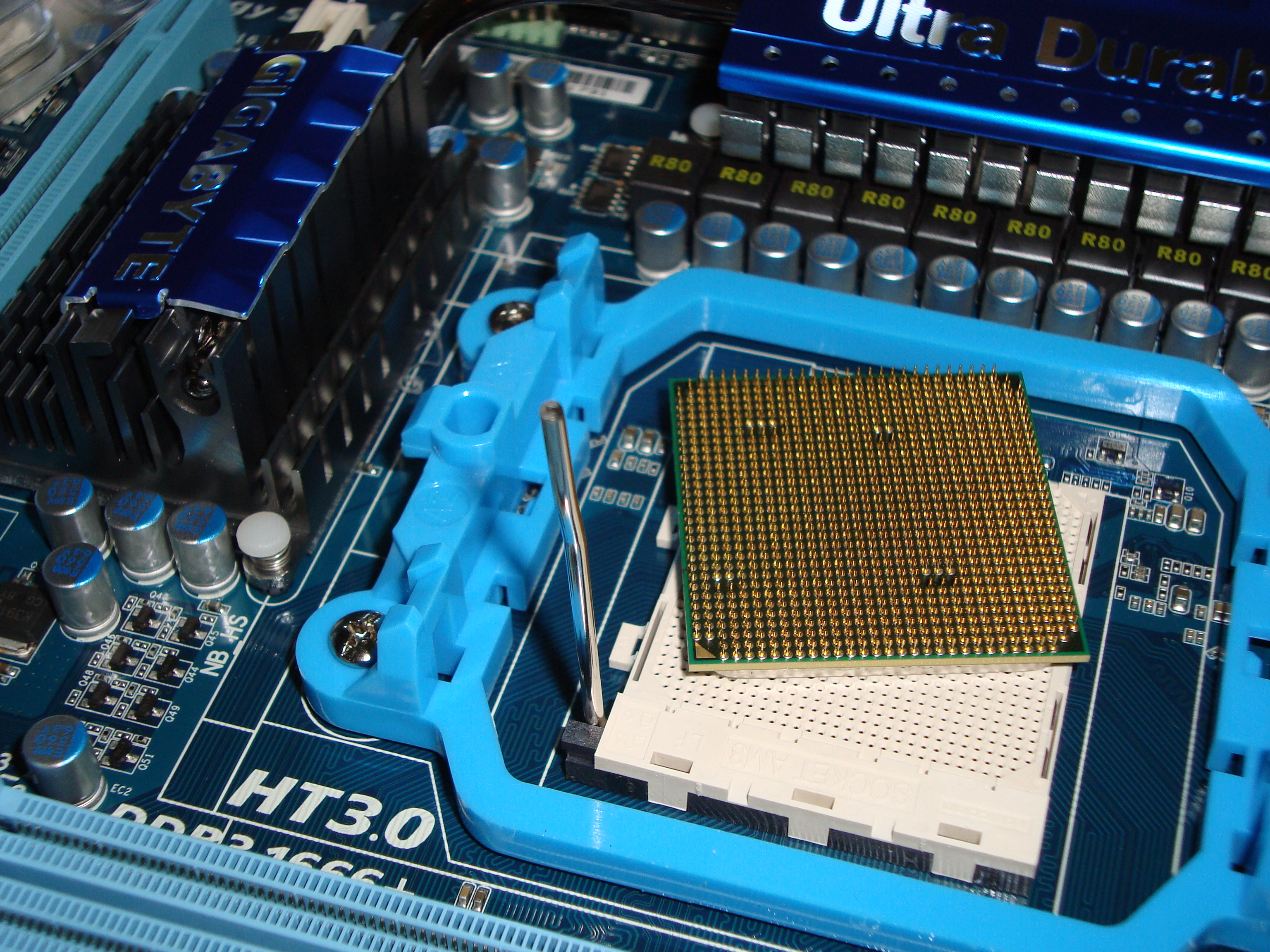
Processeur AMD Phenom II sur un socket AM3

Les processeurs AM3 possèdent un contrôleur mémoire compatible à la fois DDR2 et DDR3. En effet, pour faciliter la transition entre la DDR2 et la DDR3, AMD a souhaité assurer une compatibilité descendante avec les cartes mères actuelles AM2 et AM2+.
Un processeur AM3 pourra donc être installé sur une carte mère dotée d'un socket AM3, d'un socket AM2+, ou d'un socket AM2. De même, une carte mère dotée d'un socket AM3 et de DDR2 sera compatible avec les anciens processeurs AM2 et AM2+. Par contre, si la carte mère AM3 n'est équipée que de DDR3, elle ne sera pas compatible avec ces processeurs.
Un utilisateur peut donc théoriquement acheter une carte mère AM2 ou AM2+ avec un processeur AM2 ou AM2+ à bas coût, pour ensuite évoluer vers un processeur Phenom II lorsqu'ils seront abordables. En pratique, la compatibilité reste à voir, tout comme l'intérêt économique.

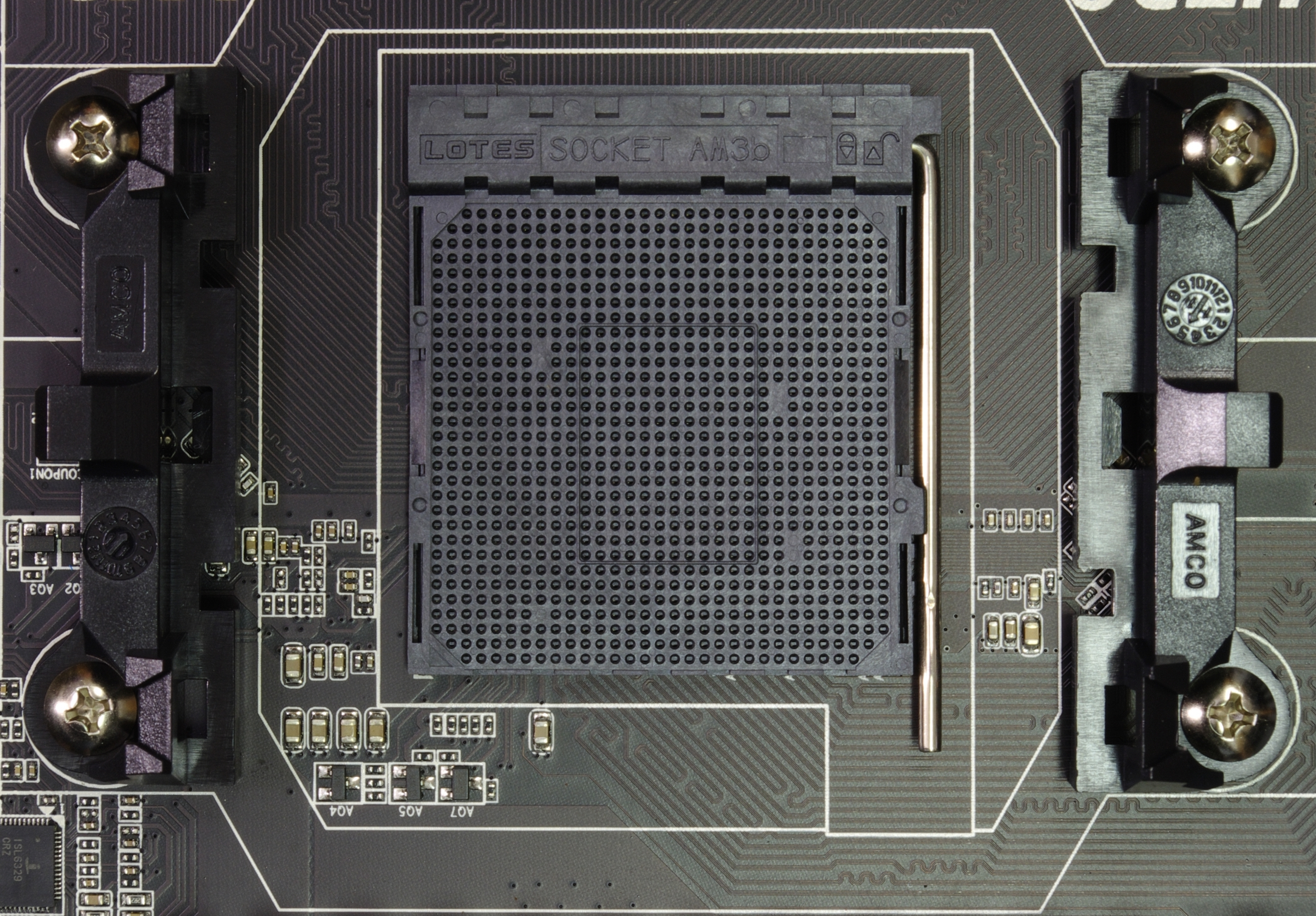
Socket AM3+/AM3b

Le successeur du socket AM3 est le socket AM3+ est disponible depuis juin 2011. Une compatibilité montante est assurée : un processeur AM3 peut être monté sur une carte mère AM3+.
Les constructeurs de carte mère ASUS et MSI ont sorti des mises à jour de bios pour accepter les processeurs AM3+, tandis que Gigabyte propose une nouvelle révision de ses cartes mère AM3.

## Dissipateur thermique
Les quatre trous de fixation du dissipateur thermique à la carte mère sont placés aux quatre coins d'un rectangle de largeur 48 mm et de longueur 96 mm pour les sockets AMD AM2, AM2+, AM3, AM3+ et FM2. Les solutions de refroidissement doivent donc être interchangeables.